# Saint-Martin-d’Auxigny
Saint-Martin-d’Auxigny – miejscowość i gmina we Francji, w Regionie Centralnym, w departamencie Cher.
Według danych na rok 1990 gminę zamieszkiwało 1909 osób, a gęstość zaludnienia wynosiła 79 osób/km² (wśród 1842 gmin Regionu Centralnego Saint-Martin-d’Auxigny plasuje się na 203. miejscu pod względem liczby ludności, natomiast pod względem powierzchni na miejscu 520.).